# Шейное нервное сплетение
Ше́йное не́рвное сплете́ние (лат. plexus cervicalis) — это нервное сплетение, парное образование, сформированное передними ветвями четырёх верхних шейных спинномозговых нервов (CI—CIV), соединённых тремя дугообразными петлями. Является компонентом периферической нервной системы. Располагается на переднелатеральной поверхности глубоких мышц шеи (мышца, поднимающая лопатку, медиальная лестничная мышца, ременная мышца шеи) на уровне четырёх верхних шейных позвонков. Спереди и сбоку оно прикрыто грудино-ключично-сосцевидной мышцей. 

## Структура и функции шейного нервного сплетения
Шейное сплетение имеет соединение с добавочным и подъязычным нервами. Среди ветвей различают мышечные, кожные и смешанные ветви (нервы).

### Двигательные (мышечные) нервы (ветви)
Двигательные (мышечные) нервы (ветви) иннервируют расположенные рядом мышцы: длинные мышцы шеи и головы, передние, средние и задние лестничные мышцы, передние и латеральные прямые мышцы головы, передние межпоперечные мышцы и мышцы поднимающие лопатку. 
Также к двигательным нервам относится шейная петля (лат. ansa cervicalis). В её образовании участвуют нисходящая ветвь подъязычного нерва — верхний корешок (лат. radix superior (anterior)), содержащий нервные волокна из шейного сплетения, и ветви, отходящие от шейного сплетения, — нижний корешок (лат. radix inferior (posterior)). Шейная петля располагается немного выше верха промежуточного сухожилия лопаточно-подъязычной мышцы, на передней поверхности общей сонной артерии.
Нервы, отходящие от шейной петли, иннервируют мышцы, расположенные ниже подъязычной кости (подподъязычные мышцы: грудино-подъязычная, грудино-щитовидная, лопаточно-подъязычная, щитоподъязычная). От шейного сплетения отходят ветви двигательных нервов, иннервирующие также трапециевидную и грудино-ключично-сосцевидную мышцы.

### Кожные (чувствительные) нервы (ветви)
Кожные (чувствительные) нервы (ветви) шейного сплетения огибают задний край грудино-ключично-сосцевидной мышцы немного выше её середины и переходят к поверхности под подкожную мышцу шеи. Шейное сплетение даёт следующие кожные ветви: 
- малый затылочный нерв (лат. n. occipitalis minor) иннервирует кожу нижнелатеральной части затылочной области и задней поверхности ушной раковины;
- большой ушной нерв (лат. n. auricularis magnus) иннервирует кожу ушной раковины, наружного слухового прохода, области позадичелюстной ямки;
- поперечный нерв шеи (лат. n. transversus colli) делится на верхние и нижние ветви, иннервирует кожу переднелатеральной области шеи. Верхняя ветвь имеет соединение с лицевым нервом, образуя вместе с ним поверхностную шейную петлю;

- надключичные нервы (лат. nn. supraclaviculares) иннервируют кожу над и под ключицей[3].

### Смешанные нервы (ветви)
К смешанным нервам относят диафрагмальный нерв (лат. n. phrenicus). 
Диафрагмальный нерв шейного сплетения формируется из передних ветвей шейных спинномозговых нервов, спускается вниз по передней поверхности передней лестничной мышцы и проникает в грудную полость через верхнюю апертуру грудной клетки (между подключичной артерией и веной). Вначале оба нерва идут в верхнем средостении, затем переходят в среднее средостение и располагаются на боковой поверхности перикарда, впереди от корня соответствующего легкого. Здесь диафрагмальный нерв лежит между перикардом и медиастинальной плеврой и заканчивается в толще диафрагмы. Двигательные волокна диафрагмального нерва иннервируют диафрагму, чувствительные волокна (перикардиальная ветвь (лат. r. pericardiacus)) — плевру и перикард. Чувствительные диафрагмально-брюшинные ветви (лат. rr. phrenicoabdominales), проходят в брюшную полость и иннервируют брюшину, покрывающую диафрагму. Ветви правого диафрагмального нерва проходят, не прерываясь (транзитом), через чревное сплетение к печени.